# Zanthoxylum multijugum
Zanthoxylum multijugum là một loài thực vật có hoa trong họ Cửu lý hương. Loài này được Franch. miêu tả khoa học đầu tiên năm 1889.